# Sân bay quốc tế Lungi
Sân bay quốc tế Freetown-Lungi (IATA: FNA, ICAO: GFLL) là một sân bay quốc tế ở thị xã Lungi, Sierra Leone. Đây là sân bay hàng đầu của Sierra Leone. Sông Sierra Leone tách sân bay này khỏi Freetown, thủ đô của Sierra Leone. Ban đầu, đây là một sân bay của Không lực Anh quốc.
Hành khách có thể đi phà hay trực thăng qua sông để đến Freetown.

## Dường bay các hãng hàng không khai thác
| Hãng hàng không       | Các điểm đến                     |
| --------------------- | -------------------------------- |
| Africa World Airlines | Accra, Monrovia–Roberts          |
| Air France            | Conakry, Paris–Charles de Gaulle |
| Air Peace             | Lagos                            |
| Air Senegal           | Banjul, Dakar–Diass              |
| ASKY Airlines         | Accra, Banjul, Lomé              |
| Brussels Airlines     | Brussels, Monrovia–Roberts       |
| Kenya Airways         | Accra, Nairobi–Jomo Kenyatta     |
| Royal Air Maroc       | Casablanca                       |
| Transair              | Banjul, Dakar–Diass              |
| Turkish Airlines      | Istanbul, Ouagadougou            |

## Tai nạn và sự cố
Ngày 3 tháng 6 năm 2007, một chiếc máy bay trực thăng từ Freetown đã nổ và rơi khi hạ cánh tại sân bay này làm 22 người thiệt mạng. Đây là chiếc Mi-8 do Nga sản xuất thuộc Paramount Airlines, cấp dịch vụ vận chuyển giữa sân bay này và thành phố Freetown. 